# Альфа Ромео (команда Формулы-1, 1950—1951)
Alfa Romeo S.p.A — команда Формулы-1, участвовавшая в чемпионатах мира 1950 и 1951 годов и одержавшая в них победы: в 1950 — с Нино Фариной, а в 1951 — с Хуаном Мануэлем Фанхио.

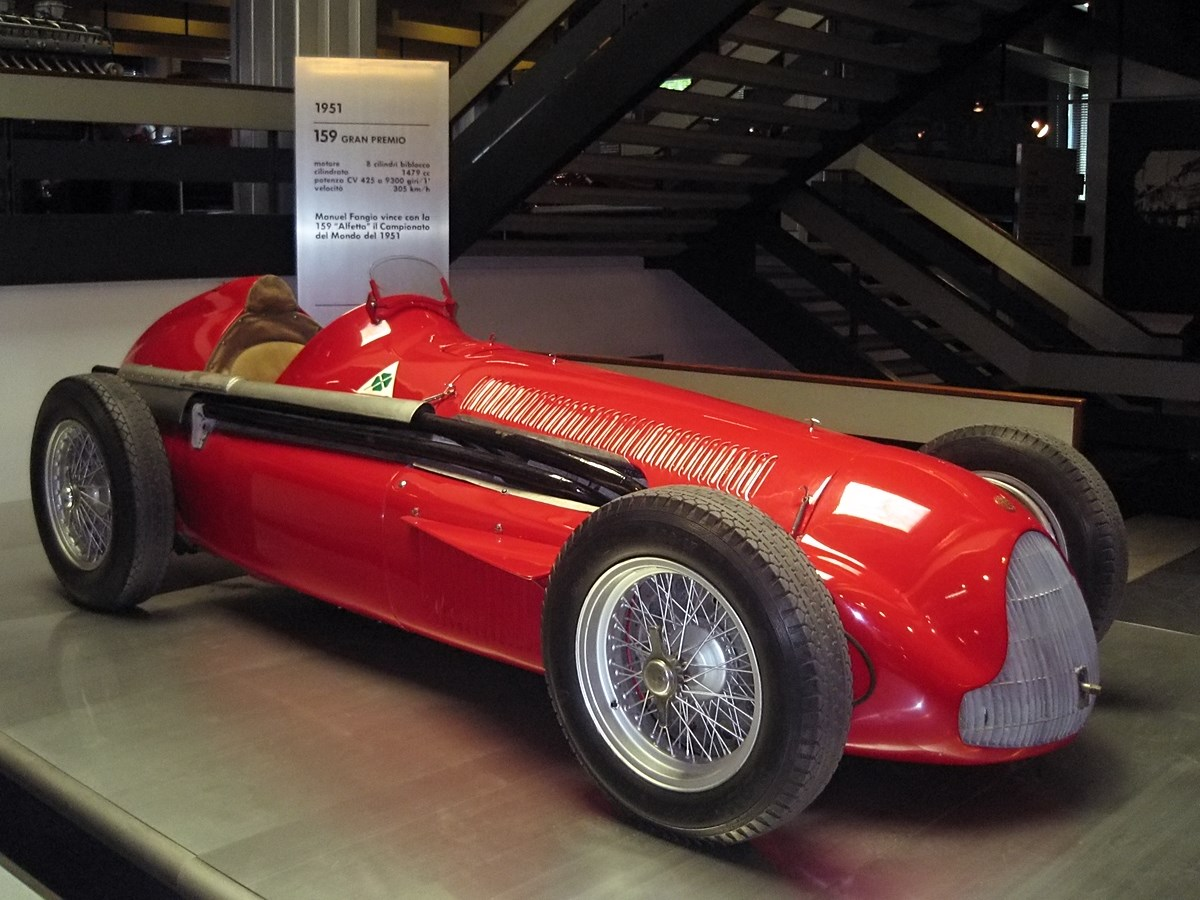
Alfa Romeo 159

## История Alfa Romeo SpA
Итальянский производитель автомобилей Alfa Romeo впервые принял участие в Формуле-1 в 1950 году: в первый год, когда начала формироваться концепция современного чемпионата мира.
В 1950 году Нино Фарина выиграл первый чемпионат мира среди пилотов на болиде Alfa Romeo 158 с системой нагнетателя, а в 1951 году успех повторил Хуан-Мануэль Фанхио, победивший на Alfetta 159 (обновлённая модель 158 с двухступенчатым компрессором). Двигатели Alfetta были чрезвычайно мощными для своего времени: в 1951 году 159 двигатель выдавал около 420 лошадиных сил (310 кВт). При этом расход топлива не был критичным, оставаясь в пределах 125—175 литров на 100 км, а болид обычно дозаправлялся 2—3 раза за гонку.
Оценив возрастающую конкуренцию в лице бывших партнёров команды Ferrari, и после того как итальянское правительство отказалось финансировать дорогостоящий концепт нового автомобиля, заводская «конюшня» решила отказаться от чемпионата 1952 года. За два года участия в чемпионате Alfa Romeo имела весьма скромный бюджет и использовала в основном довоенные технологии и материалы. К примеру, команда выиграла два чемпионата, используя лишь девять довоенных блоков цилиндров двигателя.

## Результаты в гонках Формулы-1

### Alfa Romeo как заводская команда
| Легенда к таблице |                                                                    |
| --- | ------------------------------------------------------------------ |
| В таблице перечислены результаты всех Гран-при Формулы-1, в которых принимала участие команда. Строками таблицы являются сезоны, столбцами — этапы чемпионата мира. В каждой клетке указаны сокращённое название этапа и результаты гонщиков команды, дополнительно обозначенные цветом. Расшифровка обозначений и цветов представлена в нижеследующей таблице. |                                                                    |
| \| Пример \| Описание \| \| ------------ \| ------------------------------------------------------------------ \| \| 1 \| Победитель \| \| 2 \| Второе место \| \| 3 \| Третье место \| \| 5 \| Финишировал, заработав очки \| \| Сход \| Не финишировал, но при этом заработал очки \| \| 12 \| Финишировал, не получив очков \| \| НКЛ \| Финишировал, но не попал в финальную классификацию \| \| 15 \| Участвовал вне зачёта, либо по отдельной классификации \| \| 18 \| Не финишировал, но попал в финальную классификацию \| \| Сход \| Не финишировал \| \| НКВ \| Не прошёл квалификацию \| \| НПКВ \| Не прошёл предквалификацию \| \| ДСК \| Дисквалифицирован \| \| ИСК \| Исключён из протокола соревнований \| \| ТТ \| Заявлен для участия только в тренировках \| \| НС \| Участвовал в квалификации, но не стартовал в гонке \| \| Т \| Травмирован или болен \| \| ОТК \| Отказ от участия \| \| НТР \| Прибыл на соревнования, но на трассу не выезжал \| \| НПР \| Был заявлен в числе участников, но не прибыл к началу соревнований \| \| О \| Соревнования отменены \| \| \| Не участвовал \| \| Поул-позиция \| \| \| Быстрый круг \| \| |                                                                    |
| Пример | Описание                                                           |
| 1 | Победитель                                                         |
| 2 | Второе место                                                       |
| 3 | Третье место                                                       |
| 5 | Финишировал, заработав очки                                        |
| Сход | Не финишировал, но при этом заработал очки                         |
| 12 | Финишировал, не получив очков                                      |
| НКЛ | Финишировал, но не попал в финальную классификацию                 |
| 15 | Участвовал вне зачёта, либо по отдельной классификации             |
| 18 | Не финишировал, но попал в финальную классификацию                 |
| Сход | Не финишировал                                                     |
| НКВ | Не прошёл квалификацию                                             |
| НПКВ | Не прошёл предквалификацию                                         |
| ДСК | Дисквалифицирован                                                  |
| ИСК | Исключён из протокола соревнований                                 |
| ТТ | Заявлен для участия только в тренировках                           |
| НС | Участвовал в квалификации, но не стартовал в гонке                 |
| Т | Травмирован или болен                                              |
| ОТК | Отказ от участия                                                   |
| НТР | Прибыл на соревнования, но на трассу не выезжал                    |
| НПР | Был заявлен в числе участников, но не прибыл к началу соревнований |
| О | Соревнования отменены                                              |
| | Не участвовал                                                      |
| Поул-позиция |                                                                    |
| Быстрый круг |                                                                    |

| Сезон | Команда          | Шасси                           | Шины | Двигатель              | Пилоты | Поулы | Победы | Очки                  | Место          |
| ----- | ---------------- | ------------------------------- | ---- | ---------------------- | --- | ----- | ------ | --------------------- | -------------- |
| 1950  | Alfa Romeo S.p.A | Alfa Romeo 158                  | P    | Alfa Romeo 158 1,5 L8C | Нино Фарина Хуан-Мануэль Фанхио Луиджи Фаджоли Редж Парнелл Пьеро Таруффи Консальво Санези                   | 6     | 6      | 30 27 24(28) 4        | 1 2 3 9        |
| 1951  | SA Alfa Romeo    | Alfa Romeo 159 159A, 159B, 159M | P    | Alfa Romeo 158 1,5 L8C | Хуан-Мануэль Фанхио Нино Фарина Феличе Бонетто Луиджи Фаджоли Консальво Санези Туло де Граффенрид Пауль Питч | 4     | 4      | 31(37) 19(22) 7 4 3 2 | 1 4 8 11 12 17 |

### Alfa Romeo как поставщик двигателей
В период 1950–1951 годов двигатели Alfa Romeo использовала только заводская команда. Как поставщик двигателей клиентским командам Alfa Romeo появилась в Формуле-1 начиная с сезона 1961 года.

## Двигатели Alfa Romeo в Формуле-1
| Модель                    | Сезоны         | Гран-при | Победы | Поулы | Быстрые круги | Очки | Шасси                                                | Команды                                                                                     |
| ------------------------- | -------------- | -------- | ------ | ----- | ------------- | ---- | ---------------------------------------------------- | ------------------------------------------------------------------------------------------- |
| Alfa Romeo 158 1,5 L8C    | 1950—1951      | 13       | 10     | 10    | 13            | 164  | Alfa Romeo 158 159, 159A, 159B, 159M                 | Alfa Romeo S.p.A                                                                            |
| Alfa Romeo 158 L8 c. 1.5  | 1950           | 1        | 0      | 0     | 0             | 0    | Alfa Romeo 8C-308                                    | Johnny Mauro                                                                                |
| Alfa Romeo 1,5 L4         | 1961—1963 1965 | 4        |        |       |               |      | De Tomaso 003, 004 Cooper T53 LDS Alfa Romeo Special | Scuderia Serenissima Isobele de Tomaso Mike Harris Otelle Nucci Sam Tingle Jackie Pretorius |
| Alfa Romeo 33/3 3,0 V8    | 1970—1971      | 13       |        |       |               |      | McLaren M7D, M14D March 711                          | Bruce McLaren Motor Racing STP March Racing Team                                            |
| Alfa Romeo 115-12 3,0 F12 | 1976—1979      | 53       | 2      | 3     | 6             | 107  |                                                      | Martini Racing Parmalat Racing Team Autodelta                                               |